# فرودگاه ریو ویستا
 فرودگاه ریو ویستا (به انگلیسی: Rio Vista Airport) یک فرودگاه همگانی است که یک باند فرود آسفالت دارد. این فرودگاه در کشور ایالات متحده آمریکا قرار دارد .